# Tõrma (Rapla)
Tõrma (Duits: Tuirma) is een plaats in de Estlandse gemeente Rapla, provincie Raplamaa. Tõrma heeft de status van dorp (Estisch: küla).

## Bevolking
Het dorp had 21 inwoners op 31 december 2011 en 27 inwoners op 31 december 2021.

## Ligging
Langs de westgrens van het dorp stroomt de rivier Kodila.

## Geschiedenis
Tõrma werd voor het eerst genoemd in 1241 onder de naam Terma. In 1505 werd het dorp Torme genoemd. Vanaf ca. 1690 lag het dorp op het landgoed Siklecht (Sikeldi).
Tussen 1977 en 1997 maakte Tõrma deel uit van het buurdorp Kõrgu.